# Gabino Vázquez San Sebastián
Gabino Vázquez San Sebastián es una localidad del estado mexicano de Chiapas. Es parte del municipio de Las Margaritas.

## Toponimia
El nombre «San Sebastián» hace referencia al santo patrono de la localidad: Sebastián de Milán.

## Demografía
| Gráfica de evolución demográfica |
|                                  |

| Censo | Población |
| ----- | --------- |
| 1921  | 158       |
| 1930  | 92        |
| 1940  | 194       |
| 1950  | 239       |
| 1960  | 306       |
| 1970  | 286       |
| 1980  | 296       |
| 1990  | 395       |
| 2000  | 607       |
| 2010  | 760       |
| 2020  | 1 819     |